# Chiara Frugoni

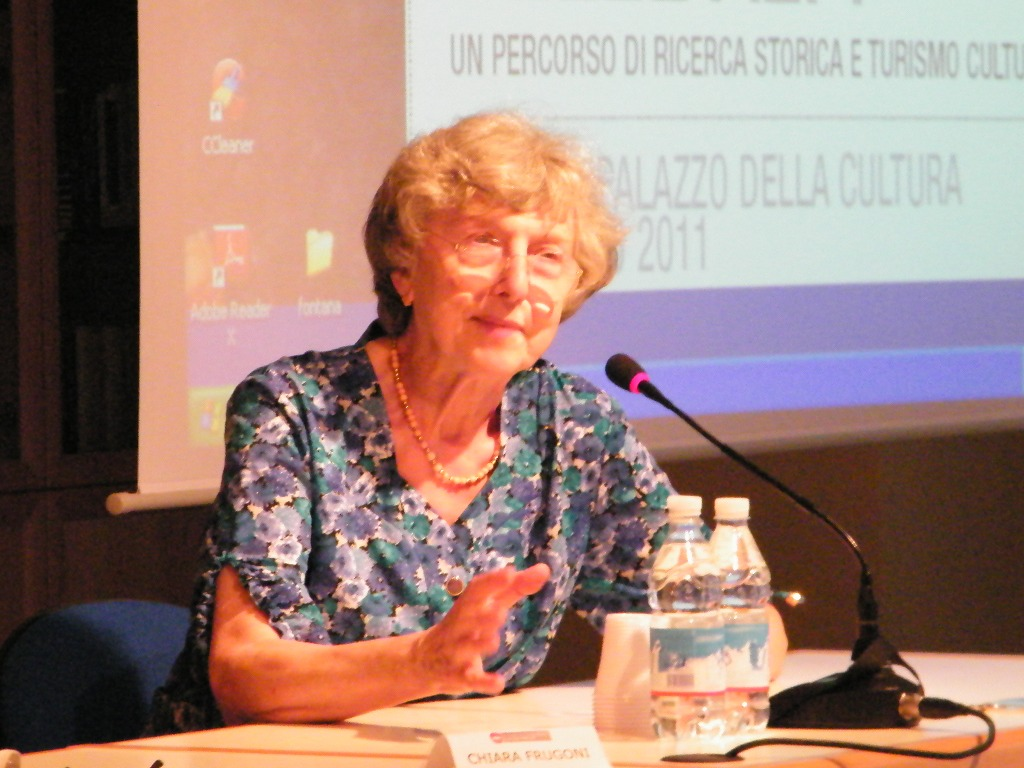
Professor Chiara Frugoni

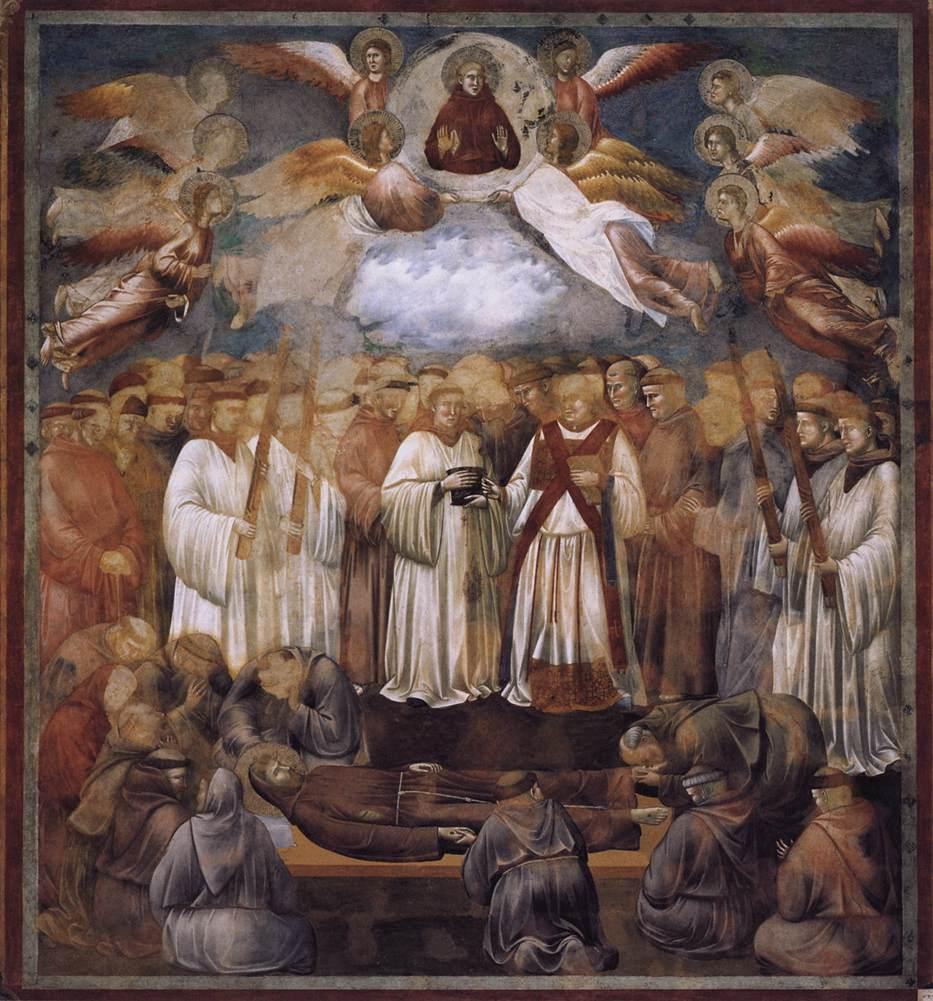
Dood van Franciscus van Assisi, fresco in Assisi (Italië)

Chiara Frugoni (Pisa, 4 februari 1940 – aldaar, 9 april 2022) was een Italiaanse hoogleraar en geschiedkundige, gespecialiseerd in de middeleeuwse geschiedenis.

## Levensloop
Frugoni studeerde geschiedenis aan de La Sapienza universiteit in Rome. Nadien specialiseerde zij zich, door aanvullende studies, in de geschiedenis van de middeleeuwen. Zij deed dit aan de universiteit van Florence en de universiteit van Princeton in de Verenigde Staten.
Chiara Frugoni was werkzaam als hoogleraar Middeleeuwse studies aan de universiteit van Pisa (1980-1988) en daarna aan de universiteit van Rome Tor Vergata (1988-2000). Zij gaf lezingen aan de universiteit van Vincennes in Parijs en verleende haar medewerking aan tv-programma's op de Italiaanse zender RAI.
Zij publiceerde over de geschiedenis van de Roomse kerk in de middeleeuwen. Zo had zij een bijzondere aandacht voor Franciscus van Assisi en Clara van Assisi. Voor haar waren de middeleeuwen geen periode van starheid en dogma’s; er waren intellectuele vernieuwingen die haar aandacht verdienden. In publicaties en boeken over het leven van Franciscus analyseerde zij evenwel ook, hoe kerkelijke instellingen een rem waren als antwoord op zijn roep om hervormingen.
In 2011 haalde zij de wereldpers toen zij een duivelsgezicht beschreef in de fresco van Giotto in de bovenkerk van de basiliek van Assisi, grafbasiliek van Franciscus. Het gaat om de fresco van de dood van Franciscus. Tussen hemel en aarde beschreef zij in een wolk een duivelsgezicht, tussen de engelen, iets wat bezoekers honderden jaren lang niet hadden gezien.
Zowel haar vader, Arsenio Frugoni (1914-1970), als haar man, Salvatore Settis (1941) waren hoogleraar geschiedenis.
Frugoni overleed in Pisa op 9 april 2022 op 82-jarige leeftijd.
- Bibsys: 90555974
- Biblioteca Nacional de España: XX1183242
- Bibliothèque nationale de France: cb12029654m (data)
- Catàleg d'autoritats de noms i títols de Catalunya: 981058513431406706
- CiNii: DA04221533
- Gemeinsame Normdatei: 12837599X
- International Standard Name Identifier: 0000 0001 2147 7674
- Library of Congress Control Number: n85379949
- Nationale Bibliotheek van Letland: 000236300
- Bibliotheek van het Japanse parlement: 00466795
- Nationale Bibliotheek van Tsjechië: jx20050425002
- Nationale bibliotheek van Australië: 40142849
- Nationale Bibliotheek van Israël: 987007296437705171
- Nationale Bibliotheek van Polen: a0000003736839
- Nederlandse Thesaurus van Auteursnamen: 073285951
- Réseau des bibliothèques de Suisse occidentale: 02-A003267247
- Istituto Centrale per il Catalogo Unico: CFIV014724
- Système universitaire de documentation: 028466098
- Trove: 1238253
- Virtual International Authority File: 27080433
- WorldCat: E39PCjGHCbK3vwbVy4YKwMXGHC